# Tététou
Tététou ist eine Stadt im Präfektur Haho der Region Plateaux in Togo. Der Ort liegt an der Nationalstraße 6 Togos unmittelbar an der östlich verlaufenden Grenze zu Benin. Der Mono verläuft ebenfalls östlich.
Während der deutschen Kolonialzeit war Tététou (zu der Zeit Tetetu) Zollstelle und besaß einen von der Verwaltung für Durchreisende eingerichteter Rasthof.